# Wasserburg Goldstein
Die Wasserburg Goldstein (auch Hof Goldstein oder Wiesenhof) ist ein abgegangener befestigter Adelssitz südwestlich von Frankfurt am Main auf dem Gebiet der heutigen Siedlung Frankfurt-Goldstein in Hessen. Außer dem heutigen Goldsteinpark ist von der Anlage nichts mehr sichtbar.

## Geschichte

### Wasserburg
Die Siedlung Goldstein ist nicht, wie die meisten Frankfurter Stadtteile, aus einem mittelalterlichen Vorort hervorgegangen. Die ältere Literatur nahm einen königlichen Meierhof als erste Anlage auf dem Gelände der heutigen Siedlung an, da diese sich auf dem Gebiet des einstigen Reichsforstes befindet. Ein derartiger Vorgängerbau war allerdings weder urkundlich noch bisher archäologisch zu beweisen.
Folgt man der älteren Literatur weiter, so war der Meierhof im 14. Jahrhundert Eigentum der Niederadligenfamilie „zum Goldstein“, die seit der Mitte des 13. Jahrhunderts fassbar ist. Die Herkunft des Namens ist unklar. 1348 soll ein Vertreter der Familie namens Johann Goldstein hier ein „Schloss“ erbaut haben, worin wohl die einstige Wasserburg zu sehen ist. Allerdings widerspricht diese Überlieferung dem Privileg Kaiser Ludwigs IV. von 1336, nach dem innerhalb einer Bannmeile von fünf Meilen um die Stadt kein burgenähnlicher Bau errichtet werden durfte.
Ungeachtet dessen deuten die urkundlichen Erwähnungen und jüngere archäologische Untersuchungen auf die Existenz einer stark befestigten Anlage, die der der anderen Höfe in der städtischen Gemarkung des 14. Jahrhunderts deutlich überlegen war. Unter anderem ist von „Burg“, „castrum“ und „arx Chrysolia“ die Rede. 1382 besaß der Schöffe Johann von Holzhausen den einen, ein Ortwin von der Ecke den anderen Teil des Hofes, wie aus einer im selben Jahr der Hofkapelle gemachten Stiftung des ersteren hervorgeht.
Ortwin von der Ecke muss seinen Anteil in den kommenden Jahren wieder an die Erbauerfamilie veräußert haben. Denn 1397 schlossen Johann von Holzhausen und Gutgen von Goldstein als gemeinsame Eigentümer einen Burgfrieden mit der Stadt Frankfurt. Noch im gleichen Jahr verkauften Herte Goldstein und Guda Offenbachin die Hälfte der Burg an die Stadt, die andere Hälfte konnte die Stadt drei Jahre später von Johann von Holzhausen, Gutgen Goldstein und Herte von Breitenbach erwerben, sodass Goldstein seit 1400 vollständig in städtischem Besitz war. Die Stadt setzte daraufhin dort als Amtmann Wolf von Praunheim-Sachsenhausen, einen Bruder des damals amtierenden Stadtschultheißen Rudolf III. von Praunheim, ein.
Im Fürstenaufstand, der sich an den Schmalkaldischen Krieg anschloss, wurde die Burganlage am 8. August 1552 von den nach erfolgloser Belagerung der Stadt abrückenden Soldaten des Albrecht Alcibiades in Brand gesteckt und zerstört. Ein Wiederaufbau als Hofgut folgte ab dem Beginn des 17. Jahrhunderts. Durch Abtretung eines Gebietsteils an Kurmainz entstand südlich des Hof Goldstein der Wiesenhof.

### Hofgut Goldstein
1826 trat die Stadt die Hoheit an das Herzogtum Nassau ab und erhielt dafür Gelände in Niederrad. 1840 erstand die Gräfin Emilie von Reichenbach-Lessonitz, Mätresse und spätere zweite Frau des Kurfürsten Wilhelm II. von Hessen-Kassel, den Hof. Nach ihrem Tod (1843) erbten ihre Kinder Louise und Wilhelm je zur Hälfte das Gut und teilten sich die Einkünfte. Nach ihrer Heirat mit Geheimrat Reichsgraf Carl August von Bose 1845 zahlte Louise ihren Bruder aus und ließ eine neue oktogonale Hofanlage erbauen. Dazu wurden die Wassergräben aufgefüllt und die Überreste der mittelalterlichen Bauten eingeebnet. Der von Heinrich Siesmayer 1845–1846 angelegte Englische Garten war Siesmayers erster großer Auftrag. Der Entwurf wurde durch seinen Vater Philipp Siesmayer ausgeführt und besteht heute noch, wenn auch am Rand verkleinert.
Nach dem Tode ihrer Schwester Amalie Wilhelmine und dem Freitod von deren erstem Mann, Wilhelm von Luckner, nahm Louise von Bose deren Sohn Felix bei sich auf. Felix, ihr Lieblingsneffe, erbte nach Gräfin Boses Tod im Jahr 1883 das Hofgut Goldstein. Da er in Dresden lebte und es kaum nutzte, bot er es 1895 der Stadt Frankfurt für eine Million Goldmark (einschließlich 650 Morgen Acker und Wiesen) zum Kauf an. Der Magistrat lehnte jedoch ab.
1909 boten Felix’ Witwe Mathilde von Luckner und ihr gemeinsamer Sohn Nicolaus Felix der Stadt Frankfurt das Hofgut Goldstein einschließlich 216 ha Ackerland erneut an. Diesmal war Frankfurt unter dem weitsichtig denkenden Oberbürgermeister Adickes an der großen zusammenhängenden Fläche interessiert und erwarb sie für 6,7 Millionen Goldmark. Da man den Betrag nicht vollständig aufbringen konnte, wurden neben einer Sofortzahlung zwei Ratenzahlungen vereinbart: 500.000 Goldmark zum 23. Juni 1924 und 2,1 Millionen Goldmark zum selben Datum des Folgejahres. Die Stadt musste nach der Inflation in einer wertbeständigen Währung zahlen, so waren diese Zahlungen für die Familie Luckner, die ihr Vermögen verloren hatte, eine große Erleichterung.
Bereits 1911 errichtete August Euler auf einem Teil des Geländes eine Flugzeugfabrik. 1913 pachtete der Frankfurter Golfclub 25 ha und legte einen Neun-Loch-Platz an. 1932 begann die Errichtung der heutigen Siedlung Goldstein. An der Stelle der ehemaligen Burg wurde 1975/76 vom Frankfurter Verband eine Altenwohnanlage errichtet. Lediglich das um 1860 erbaute klassizistische Herrenhaus blieb erhalten und dient heute als Treffpunkt.

## Anlage

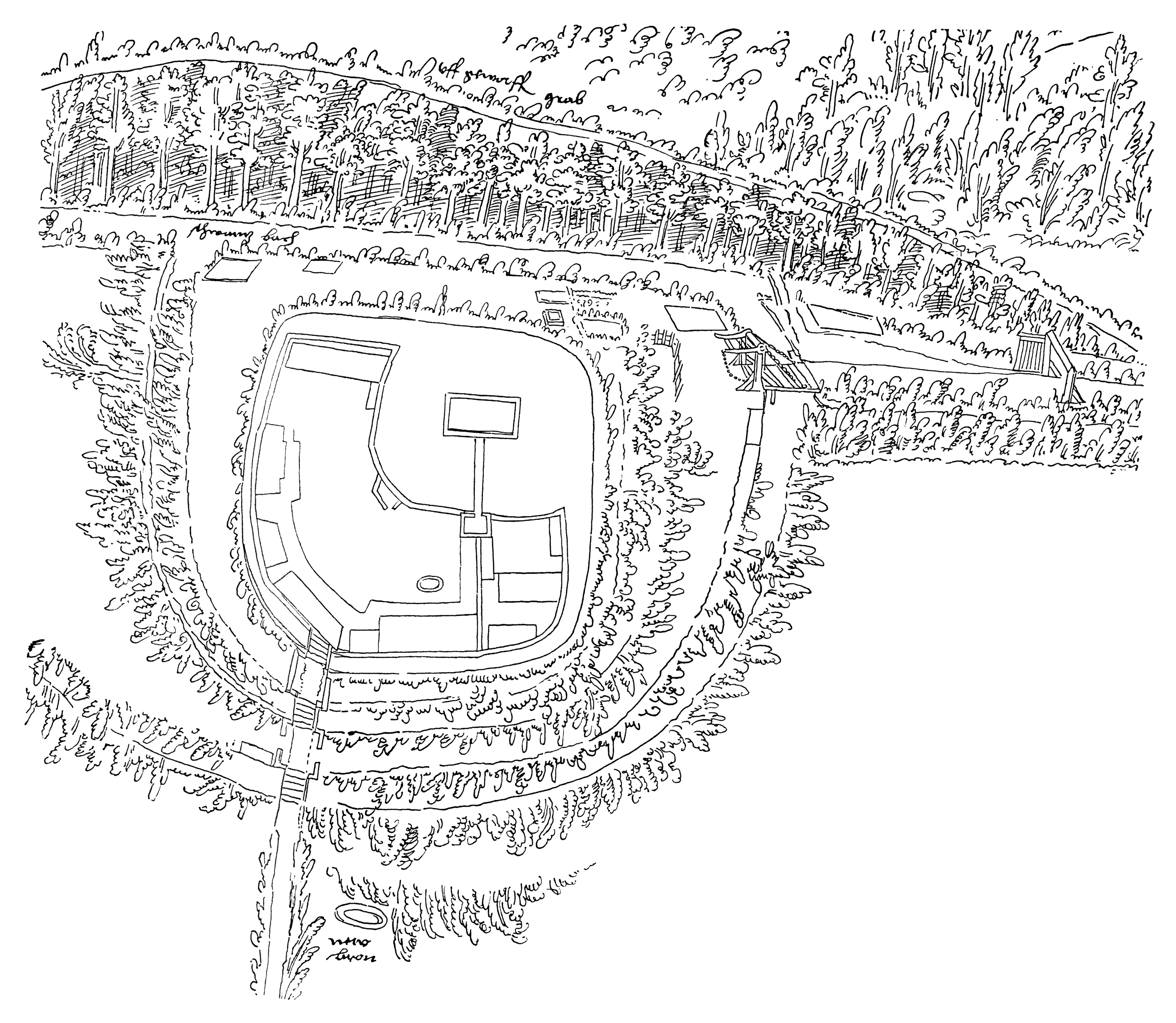
Grundriss nach einem historischen Plan um 1575

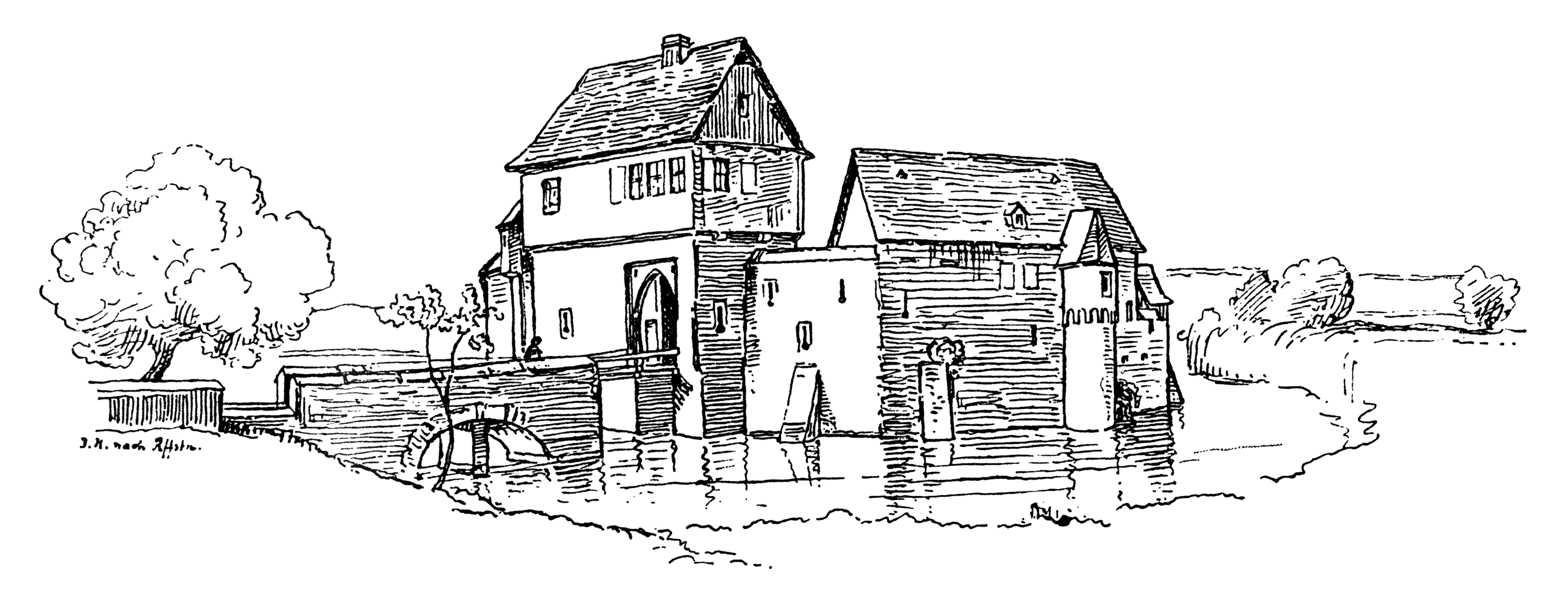
Ansicht nach Carl Theodor Reiffenstein, 1849

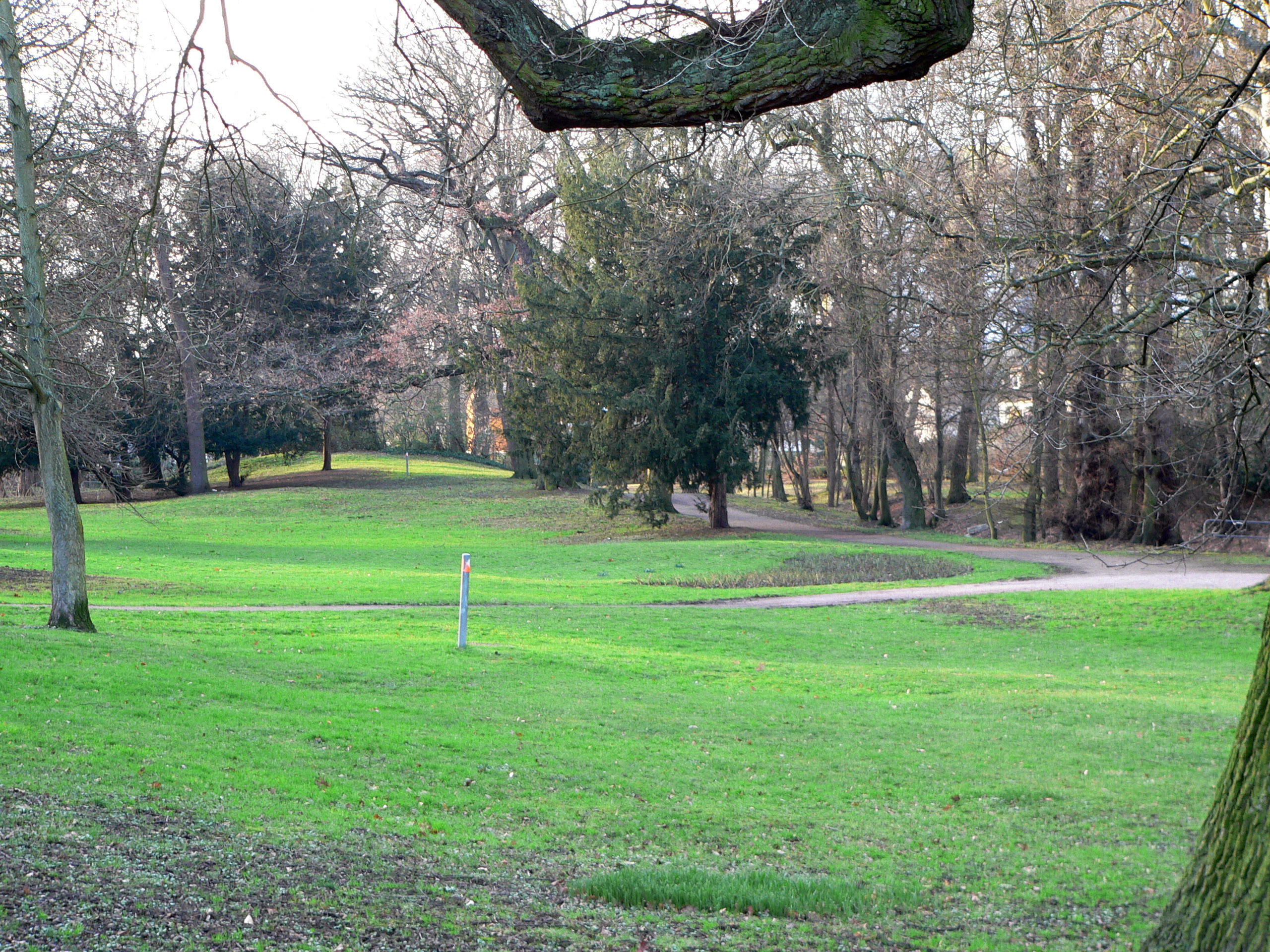
Heutiger Goldsteinpark

Die Anlage lehnte sich mit einem doppelten, stellenweise sogar dreifachen Grabensystem an den südlich vorbeifließenden Schwarzbach an. Innerhalb der Vorburg befanden sich mehrere Wirtschaftsgebäude. Die Kernburg bestand aus einem Wohnturm in einem Teich. Der Turm war über eine Zugbrücke erreichbar. Die Bauform entspricht damit den in Franken verbreiteten Weiherhäusern, die sich bei vielen befestigten Wehrhöfen des Frankfurter Umlands findet.
Untersuchungen anlässlich des Neubaus des Altenheims vom Dezember 1975 bis zum Mai 1976 konnten Teile der Anlage freilegen. Sie wurden zunächst vom Schwanheimer Geschichtsverein durchgeführt, eine spätere Nachuntersuchung unter fachlicher Leitung. Innerhalb der Baugrube wurden zunächst die drei Burggräben angeschnitten, die sich durch eine schlammige Einfüllung im sandigen Untergrund abzeichneten. Vom Teich, in dem der Hauptturm stand, wurde eine mit Schutt verfüllte Ecke angegraben. Bei der Nachuntersuchung wurde schließlich das Fundament des Wohnturms freigelegt. Es bestand aus einem Rost aus Eichenpfählen von 13 × 18 m Größe. Dendrochronologische Untersuchungen datierten es auf das Jahr 1369. Die zum Turm führende Brücke wurde anscheinend in einer späteren Bauphase hinzugefügt oder ersetzt, da sie zwischen 1466 und 1470 erbaut wurde. Von den Nebengebäuden der Burg wurden mehrere Streifenfundamente aus Sandsteinquadern und Kalkstein dokumentiert.
Nach Auswertung des Fundmaterials wurde die Burg vermutlich um 1348 noch ohne den zentralen Wohnturm erbaut. Ein weiterer Ausbau dürfte mit der Übernahme durch die Stadt Frankfurt ab 1400 in Verbindung stehen. Geringe Reste der einst umfangreichen Grabenanlagen sind noch im heutigen Park zu erahnen.